# Nicol Bertozzi
Nicol Bertozzi  (* 5. Dezember 2000 in Cesena) ist eine italienische Beachvolleyballspielerin.

## Karriere
Im Jahr 2018 traten Bertozzi und Claudia Scampoli bei den Olympischen Jugendspielen 2018 in Buenos Aires im Beachvolleyball an. Nach drei Siegen gegen Maybel Ravo und Luduine Tebeim aus Vanuatu, gegen Romina Ediger und Giuliana Poletti aus Paraguay sowie gegen María González und Allanis Navas aus Puerto Rico gewannen sie ihre Vorrundengruppe. Nach weiteren Siegen im Achtelfinale gegen die Brasilianerinnen Aninha und Thamela, im Viertelfinale gegen die Chinesinnen Zeng Jinjin und Cao Shuting und im Halbfinale gegen die US-Amerikanerinnen Devon Newberry und Lindsey Sparks erreichten die beiden Italienerinnen das Endspiel. Nach einer Niederlage gegen Marija Woronina und Marija Botscharowa aus Russland mussten sie sich schließlich mit Silber zufriedengeben.
2019 nahm Bertozzi an der Seite von Anna Dalmazzo an den italienischen Strandmeisterschaften der Frauen teil.